# リチャード・ロイド・レーシング

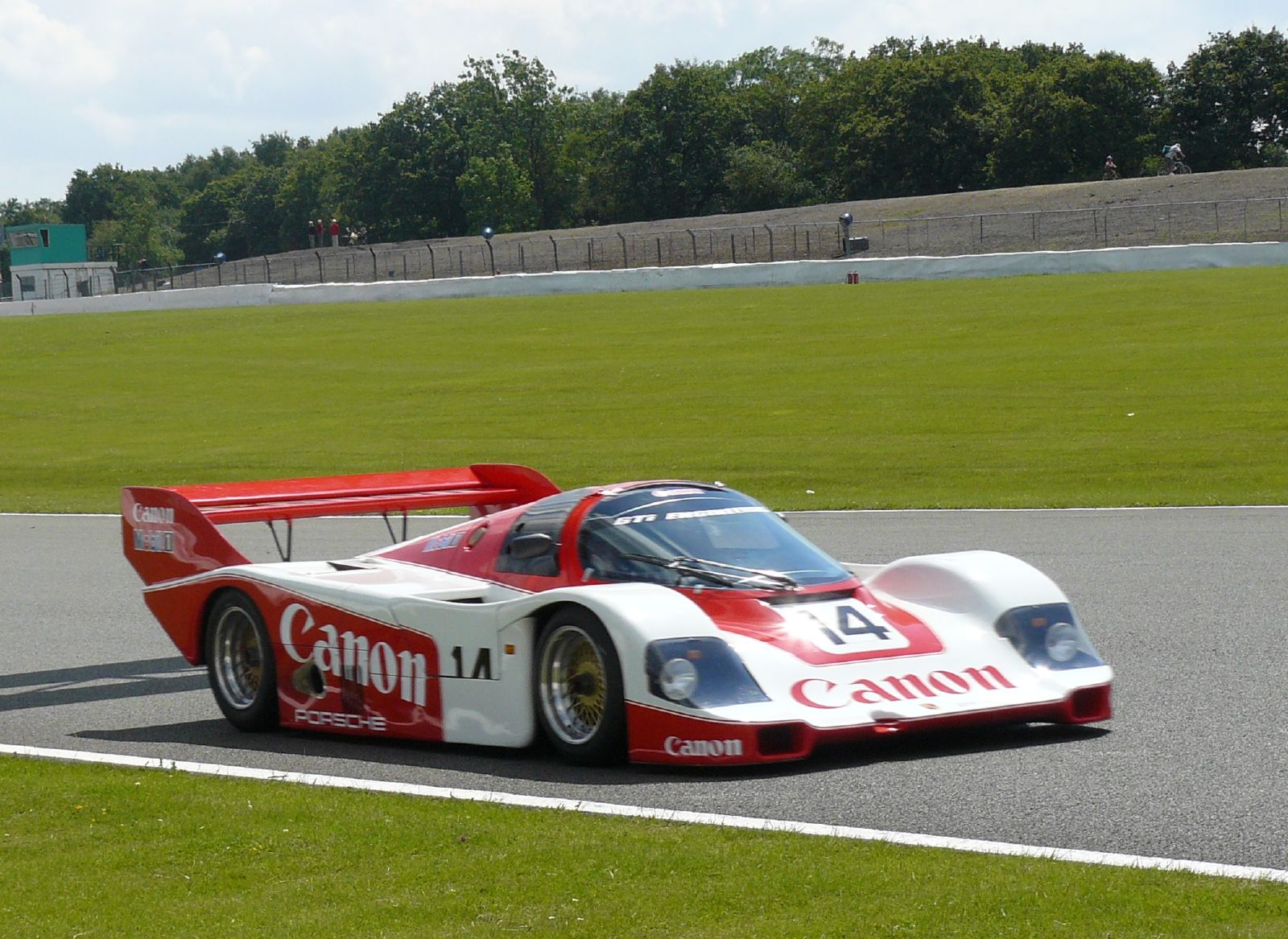
キヤノン・レーシング ポルシェ・956

リチャード・ロイド・レーシング（RLR）は、もともとGTi・エンジニアリングと名付けられ、1977年にドライバーのリチャード・ロイドによって作られ、かつて存在した、英国のレーシングチーム。もともとイギリスサルーンカー選手権（BSCC）でフォルクスワーゲン・ゴルフGTIでロイドがレースをしていて、彼らは次にポルシェのプライベーターで成功にする為、スポーツカー世界選手権に参戦した。リチャードロイドレーシングは、スポーツカー世界選手権のコストが上昇したため、1990年シーズン終わりに撤退した。
チームは、元々のポルシェの設計と構造におけるいくつかの問題を克服するために、大幅に変更、開発された、ポルシェ956と962Cで参戦した。チームにちなんでGTiと名付けられた車は、標準の車よりも優れた性能を発揮した。 GTiは、後にポルシェや他のメーカーに採用されるエキゾチックな素材と革新的なデザイン要素を最初に使用した。
レーシングチームがポルシェの運営に移行した後も、GTiエンジニアリングはリチャードロイドレーシングの一部門であり続け、フォルクスワーゲンとアウディの車のチューニングを提供し続けした。パーツ製作や改造は、シルバーストンサーキットの彼らの共有のレースショップで行われた 。

## レース戦績

### 1977年– 1980年

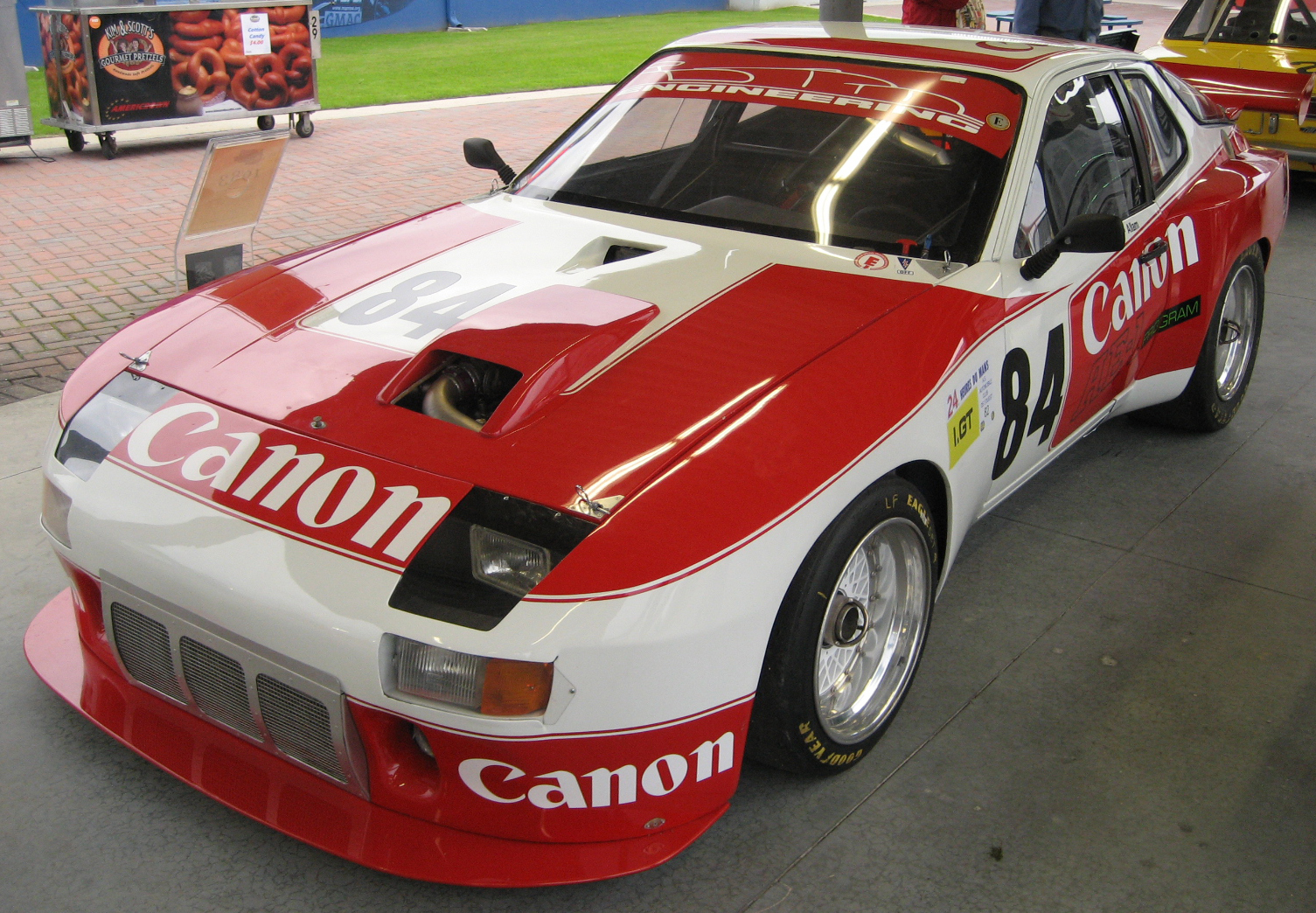
GTiエンジニアリングのポルシェ・924カレラGTR。キヤノンがスポンサーとなりモータースポーツに参入した

GTiエンジニアリングは、1977年にリチャード・ロイドによって、彼が数年間参戦していた、イギリスサルーンカー選手権の彼のプライベートチームとして結成された。チームは1976年に発売された、新型のフォルクスワーゲンゴルフGTiでの主要な参加者であり、サポートをフォルクスワーゲンイギリスから受けた。ロイドはチームのマネージメントだけでなく、ドライバーも続けた。
1978年、BSCCで最高の結果の、チャンピオンシップ2位に終わり、GTiプログラムの3年間で数回の勝利を収めた。
1980年、GTiエンジニアリングはフォルクスワーゲンからパートナーをアウディに移り、BSCCに新型アウディ・80を投入した。ロイドは、そのシーズンに向けて、英国のドライバーであるスターリング・モスとマーティン・ブランドルと契約した。これらのことに続いて、GTiエンジニアリングは、耐久レースでポルシェ・924カレラGTRでヨーロッパの主要なチームとして参戦することをポルシェからアプローチされた。このプロジェクトを支援するためにGTiエンジニアリングは、日本のカメラメーカー、キヤノンがメインスポンサーとなり、チームはキヤノンレーシングとして知られるようになった。

### 1981年– 1982年
1981年、彼らのチームはモンツァ1000kmで、国際的なデビューを果たし、ドライバーのリチャードロイドとトニードロンが総合8位、クラス2位で終えた。その後ドライバーのロイドとアンディ・ロウズがホームレースである、ブランズハッチ1000ｋｍでクラス優勝を勝ち取った。
1982年、チームのポルシェ・924カレラGTRは、国際モータースポーツ協会(IMSA)のGTOクラス規制に準拠するように適合された。これにより、WECのヨーロッパのレースでクラス優勝が難しくなったが、それでも同様のクラスのマシンと競争することができた。チームはその年は苦労したが、ニュルブルクリンク1000kmで総合5位に入った。チームは、いくつかのグループCおよびグループ6のスポーツプロトタイプよりも、良い結果を出した。

### 1983年– 1985年
1982年シーズン限りで、ポルシェは924カレラGTR開発プログラムを終了し、チームはポルシェの最新のグループCレーシングカーである、ポルシェ・956に移行した。これにより、GTiエンジニアリングは世界耐久選手権のトップクラスに昇格し、総合優勝を争うことになった。チームの956での2戦目のホームGPのシルバーストンでは、ヤン・ラマース、ティエリー・ブーツェンが表彰台を獲得し、続くニュルブルクリンクでも表彰台を獲得した。表彰台に最後に上がったのは、ムジェロサーキットで、今年最後のヨーロッパレースだった。ラマースはドライバーズチャンピオンシップで7位でフィニッシュした。

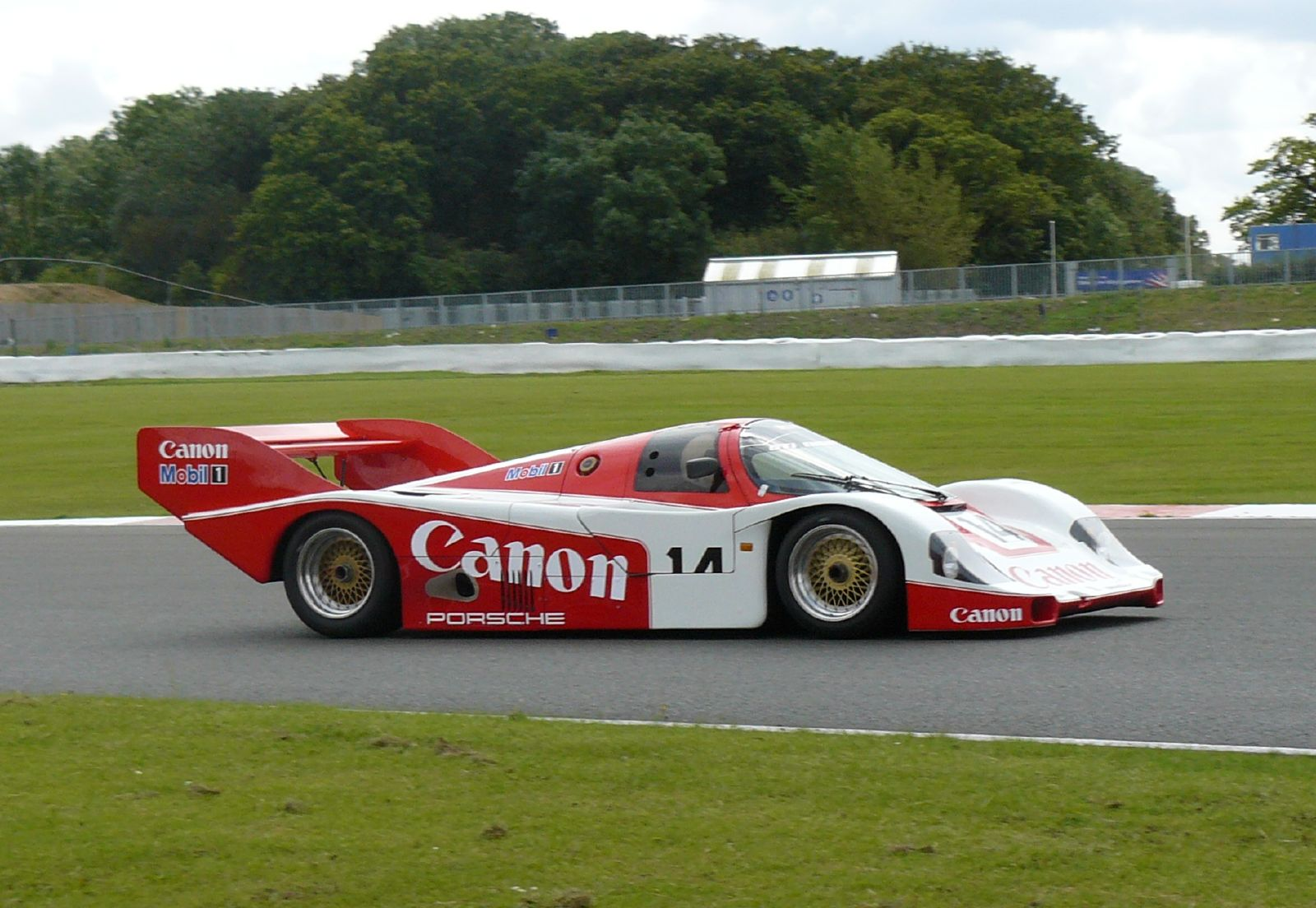
キヤノンレーシング ポルシェ・956GTiは、1985年まで続いた

1984年、GTiは世界耐久選手権での成功を続けた。スポンサーのキヤノンとの契約の一環で、GTiエンジニアリングは、レース全体を記録するためにコックピット内のオンボードビデオカメラを搭載したマシンを、チャンピオンシップの一部のラウンドで2台目の車が参戦した。カメラシステムの追加重量が956のパフォーマンスを妨げたが、車はリチャードロイドとチームメイトのピンク・フロイドのドラマー、ニック・メイスンらのドライブで、ルマン24時間レースでデビューした。その後ブランズハッチで、ジョナサン・パーマーとヤン・ラマースは、ヨーストレーシングポルシェより2周差をつけ、チーム初の世界耐久選手権総合優勝を果たした。勝利後すぐに、チームが新たに製作した、956 GTiをデビューさせた。GTiは結果をだし、イモラで2位になった。チームは、ドライバーズチャンピオンシップでラマースとパーマーが6位タイだった。
1985年、チームは正式に名称をリチャード・ロイド・レーシングに変更したが、GTiエンジニアリングの名前は会社の一部として保持された。一部の他チームは改良されたポルシェ・962Cを使用しているが、チームは956を継続した。WECでは、ラマーズとパーマーが好成績を収め、ルマン24時間レースでは、パーマーと、ジェームス・ウィーバー、ロイド自身がドライブし、優勝したヨーストポルシェから3周遅れ、しかしワークスのロスマンズポルシェの前で2位フィニッシュを達成した。しかしスパ・1000kmの練習中にトラブルが発生し、140 mph (230 km/h)で車がバリアに衝突 、パーマーは負傷し、車はひどい損傷を負い、長時間の修復を余儀なくされた。チームは富士スピードウェイでチャンピオンシップに戻ったが、完走できなかった。リチャードロイドレーシングはチームチャンピオンシップ5年目を終えたが、パーマーはドライバーズチャンピオンシップで12位であった。

### 1986年– 1990年

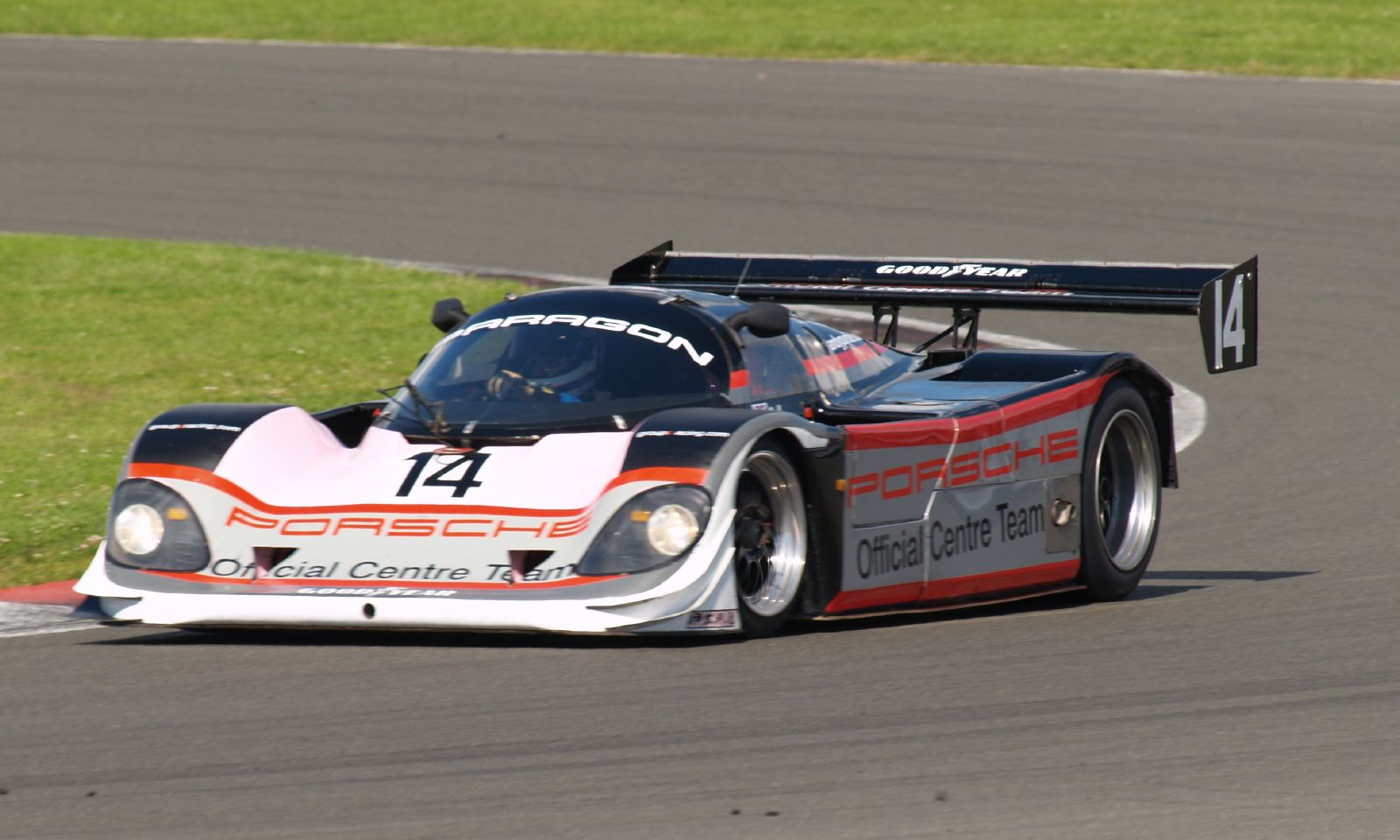
1989年、リチャードロイドレーシング、ポルシェ・962C GTi

1986年、リチャードロイドレーシングはキヤノンとのスポンサーシップが終了し、チームは新たにリキモリと契約することになった。WSPCでは956 GTiを推し進めたが結果が出なかった。しかしブランズハッチで、ポルシェのファクトリードライバーであるマウロ・バルディとボブ・ウォレクが車に乗り、ヨーストレーシングに4周差で2度目の世界選手権優勝を果たした。その後ニュルブルクリンクで2位フィニッシュし、チームチャンピオンシップで7位だった。世界選手権以外では、956 GTiはリチャードロイドレーシングのホームトラックである、スラクストンで開催されたインターセリエにも出場し、2ヒート目を優勝し総合2位でフィニッシュした。
1987年、リチャードロイドレーシングはWSPCシーズン前に老朽化した956GTiを交換した。新たにポルシェ・962Cのベース車を入手したが、再び独自のGTi仕様を製造した。ジョナサンパーマーとマウロバルディは、チームのフルシーズンドライバーになった。そしてノリスリンクスプリントレースで優勝した。その後ブランズハッチでは、2位を獲得した。リチャードロイドレーシングは富士ではで3位に入り、チームチャンピオンシップで5位を獲得し、ドライバーズチャンピオンシップでバルディが8位タイを獲得した。チームはまたでポストシーズンのエキシビジョンで南アフリカのキャラミで、ヨッヘン・マスのドライブで優勝した。1988年、リキモリがチームのスポンサーを終了したため、限られたレーススケジュールとなった。代わりに、新たにポルシェイギリスから支援を受けた。WSPC初戦で4位フィニッシュに続いて、一連のアクシデントや失格が発生し、チームは改善のためにいくつかのレースを欠場した。ニュルブルクリンクで7位フィニッシュし、チームチャンピオンシップで9位になった。チームは富士戦に参加せず、エキシビジョンイベントのために北米に行きフロリダ州タンパで開催されたIMSA GTチャンピオンシップチームと対戦した。アメリカ人ドライバーのプライス・コブが加わりジェームズ・ウィーバーとのペアは、アメリカのエレクトラモーティブ・ニッサンとヨーロッパのブルン・ポルシェに次ぐ3位を獲得した。

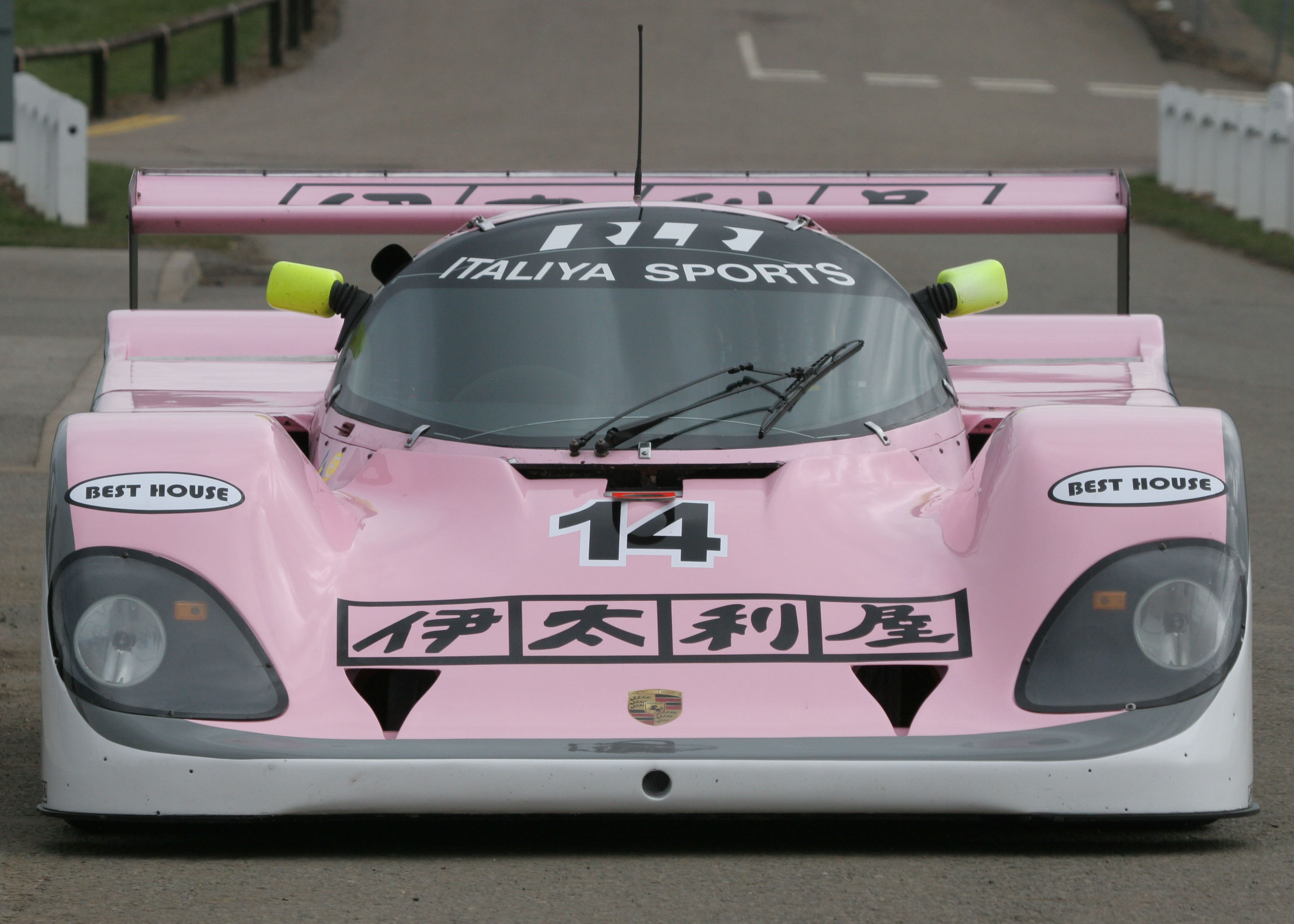
1990年、伊太利屋がスポンサー時の、ポルシェ・962C GTi。

1989年、WSPCの規定変更で、短いスプリントレースで構成されるスケジュールとなり、チームのコストが削減され、リチャードロイドレーシングが2台目の車を追加することを可能になった。ドライバーには、デレック・ベル 、ティフ・ニーデル、スティーブン・アンドスカー。リチャードロイドレーシングが獲得したポイントは、ディジョン・プルノワでの5位と、エルマノス・ロドリゲスの最終戦での4位だけで、チームチャンピオンシップでは9位だった。ティフニーデルがシルバーストンで行われたスーパーカップで、2位に入り世界選手権以外でホームレースでの成功が達成された。
1990年、リチャードロイドレーシングはチームのメインスポンサーとして日本企業の伊太利屋と契約した。ドライバーはマヌエル・ロイター、ジェームス・ウィーバー、スティーブン・アンドスカーの、1台のエントリーに縮小された。WSPCではスパで6位、短縮されたジル・ヴィルヌーヴ・サーキットンでの3位が今年の最上位であり、リチャードロイドレーシングは3ポイントでチャンピオンシップで再び9位になった。チームはニック・メイスンの標準の962Cをルマンで走らせた。メイスンが所有する962Cは11位でフィニッシュし、チームの962C GTiはピットで炎上し、リタイヤした。シーズン終了後、1991年まで継続するために必要な資金が不足し、リチャードロイドレーシングは活動終了した。

## GTi ポルシェ

### 956 GTi

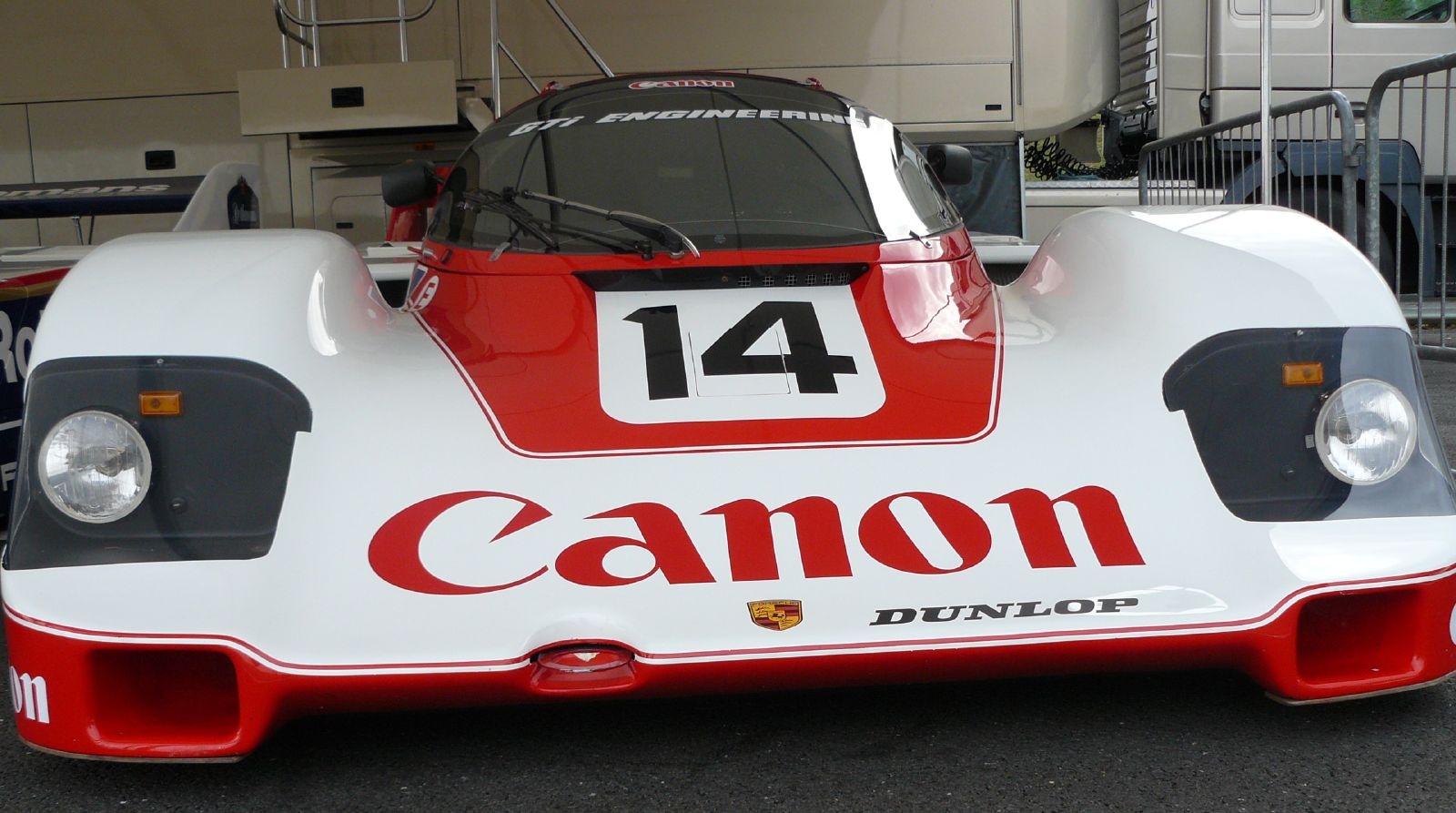
GTiエンジニアリングの956 GTi シャーシ＃106BII

1983年のポルシェ・956でのデビューシーズンの成功に続き、リチャード・ロイドはデザイナーのナイジェル・ストラウドに、ファクトリーのポルシェよりも構造的な剛性を高めるために、チームの車の交換用モノコックとベースシャーシの開発を依頼した。アルミハニカム構造は新しいモノコックを構築する際にアルミニウム板金の代わりに使用された。この車は、もともと956のシャーシ＃106だったが、ストラウドが設計した＃106Bと呼ばれるシャーシに置き換えられ、956 GTiに名前が変更された。
モノコックが完成すると、ポルシェのフロントサスペンションのセットアップ全体をカスタムデザインに置き換えるなど、車にさらに変更が加えられた。ボディワークの変更は、より小さなサーキットでの車のダウンフォースを増加させるために、デザイナーのピーター・スティーブンスによるもの。ロイドとチームマネージャーのグリーンによって考案され、1984年ブランズハッチ1000kmでは、ヘッドライトとフェンダーの間の車のノーズに取り付けられた細い補助フロントウィングが配置された。さらにリアウィングは、角度の異なる2段式の設計のものに置き換えられ、2つの間に狭いギャップがある。材質もカーボンファイバーで構成されており、956に使用されていた標準的な素材よりも軽量化された。
＃106B GTiシャーシは、1985年スパ1000kmの事故でひどく損傷し、チームは＃106B IIとして知られている他のモノコックを構築した 。このシャーシは、コックピットをフロントアクスルからさらに後方に移動するなど、いくつかのポルシェ・962の要素も採用した。このシャーシは、1986年の終わりに新しい962C GTiに交換されるまで、チームで使用されていた。引退後、956 GTiは1990年に改修され、現在はヒストリックモータースポーツイベントで使用されている。マシンは最初のキヤノンカラーが再び使用されている。

### 962C GTi

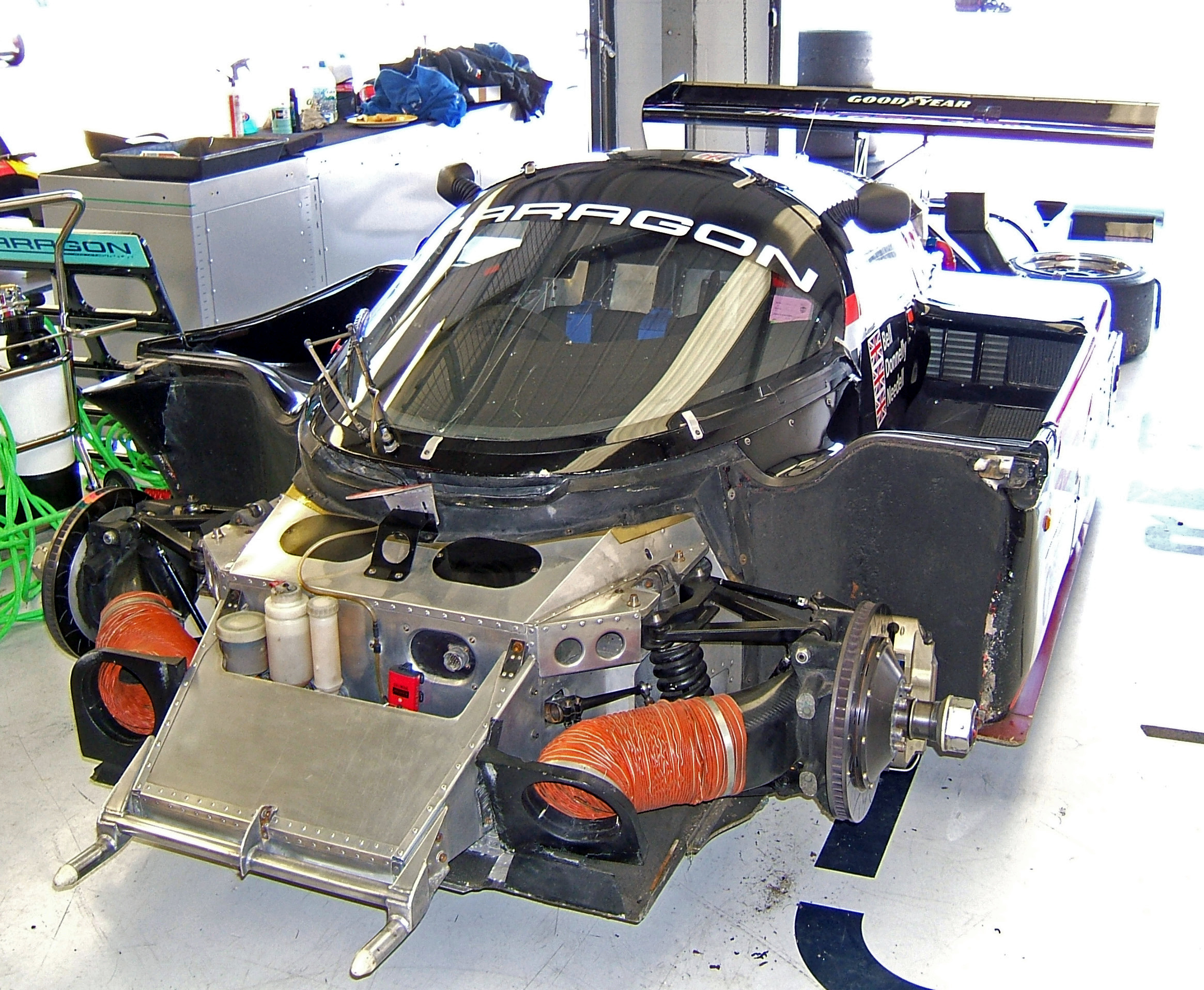
962C GTiのフロントエンド

ファクトリー仕様のポルシェ・962Cの改善を行う為に、ロイドは1987年シーズンに向けて新車の製造を委託した。以前と同様に、モノコックはナイジェル・ストラウドによって設計されたが、標準の962パーツは、特注のパーツと一緒に収まるように調整された。最初のシャーシ名は、意図的に＃106Bとしているが、956 GTiで使用されているものと同じシャーシでは無いが、ファクトリー製との再び顕著な違いがあった。車のリアは完全に再設計され、リアウイングはもはやロングテールのボディワークの一部ではない。代わりに、ウイングは車の後部にぶら下がっていて、中央の支柱だけで取り付けられていた。
1987年シーズンが進むにつれ、車のフロントにも変更が加えられた。フェンダーとノーズは丸みを帯びており、フロントブレーキ冷却ダクトと小型ヘッドライトは全く新しいデザインが特徴だった。これらのフロントエンドの改良は、別のマシン、シャーシ＃200の製造で、1988年まで継続された。ノーズ下部の中央の隙間を埋め、ブレーキ冷却ダクトを車の中央に向けて再配置できるようにし、フロントダウンフォースを補助するためにスプリッターを追加した。リアでは、ナイジェル・ストラウドがジャガーが使用していたデザイン要素を採用した。車の後輪の側面をカバーで覆い、整流した空気の流れを可能にした。
シャーシ＃201は、1989年にチームに加わった。新車は当初、＃200が空力性能を向上させるために使用していた後輪カバーを使用していたが、1990年に廃止された。ブレーキ冷却ダクトもノーズの高く大きな開口部に移動した。

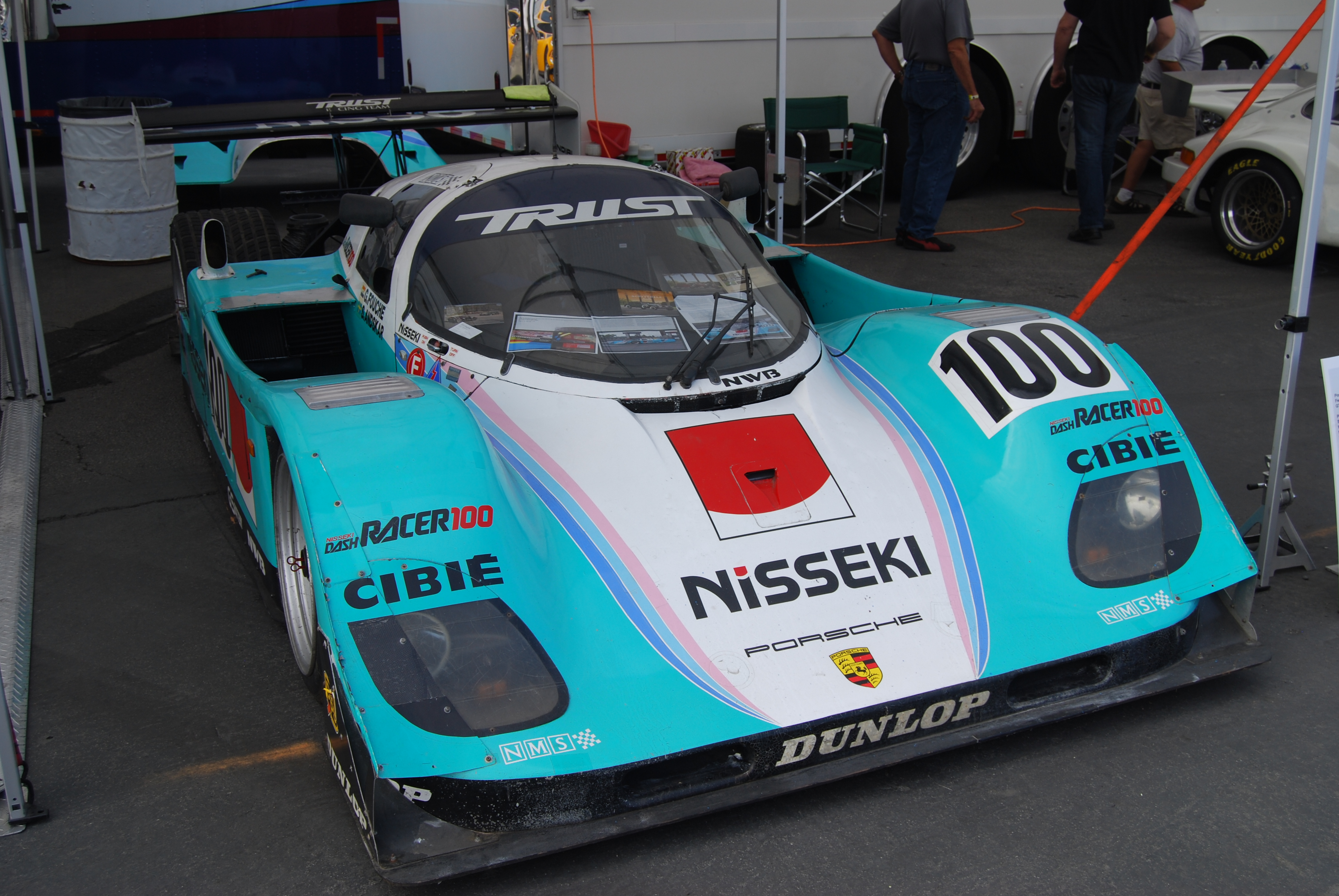
日石・トラストレーシング ポルシェ・962C GTi

さらに2台の962C GTiシャーシがGTiエンジニアリングによって製作された。ダイソン・レーシングはシャーシ＃202を購入し、IMSAGTチャンピオンシップ用にさらに改造し、＃DR1として知られるようになった。ダイソンの962C GTiは、テキサス州サンアントニオで開催されたレースで優勝した。ADAエンジニアリングは#203を獲得した後、1992年ルマン24時間レースに参戦し、1994年ルマン24時間レースでADA・チーム日本として再び参戦した。シャーシ#106Bは、リチャードロイドが置き換えた後に販売され、1988年から1991年にかけて日石・トラスト・レーシングチームの手によって全日本スポーツプロトタイプカー耐久選手権に出場した。シャーシ#200は、1990年にアルファキュービック・レーシングチーム with RLRでJSPCを走った。